# Fargues d'Engelsberg
Les fargues d'Engelsberg (en suec Engelsbergs bruk) són una antiga foneria a Ängelsberg, localitat de la municipalitat de Fagersta a Västmanland, Suècia. Aquestes fargues estan inscrites a la llista del Patrimoni de la Humanitat de la UNESCO des de l'any 1993. La UNESCO va comentar:
| « | La producció dels graus superiors de ferro va fer de Suècia un líder en aquest camp en els segles XVII i XVIII. Aquest lloc és l'exemple millor conservat i més complet d'aquest tipus de fargues sueques. | » |

Aquestes forges foren construïdes l'any 1681 per Per Larsson Gyllenhöök (1645-1706) i es van convertir en una de les foneries més modernes del món en el període 1700-1800. Avui constitueixen l'exemple més complet i millor conservat de les forges sueques, amb les que la producció de ferro d'alta qualitat va portar a Suècia al primer lloc en aquest sector en els segles xvii i xviii.
La història de la producció de ferro a la regió es remunta a almenys el segle xiii. Els pagesos locals extreien el mineral i produïen el ferro fent servir forns primitius. Al final del segle xvi es van introduir mètodes de producció més moderns a les foneries d'Engelsberg i els volums de producció van augmentar considerablement en les dècades següents.

## Galeria d'imatges

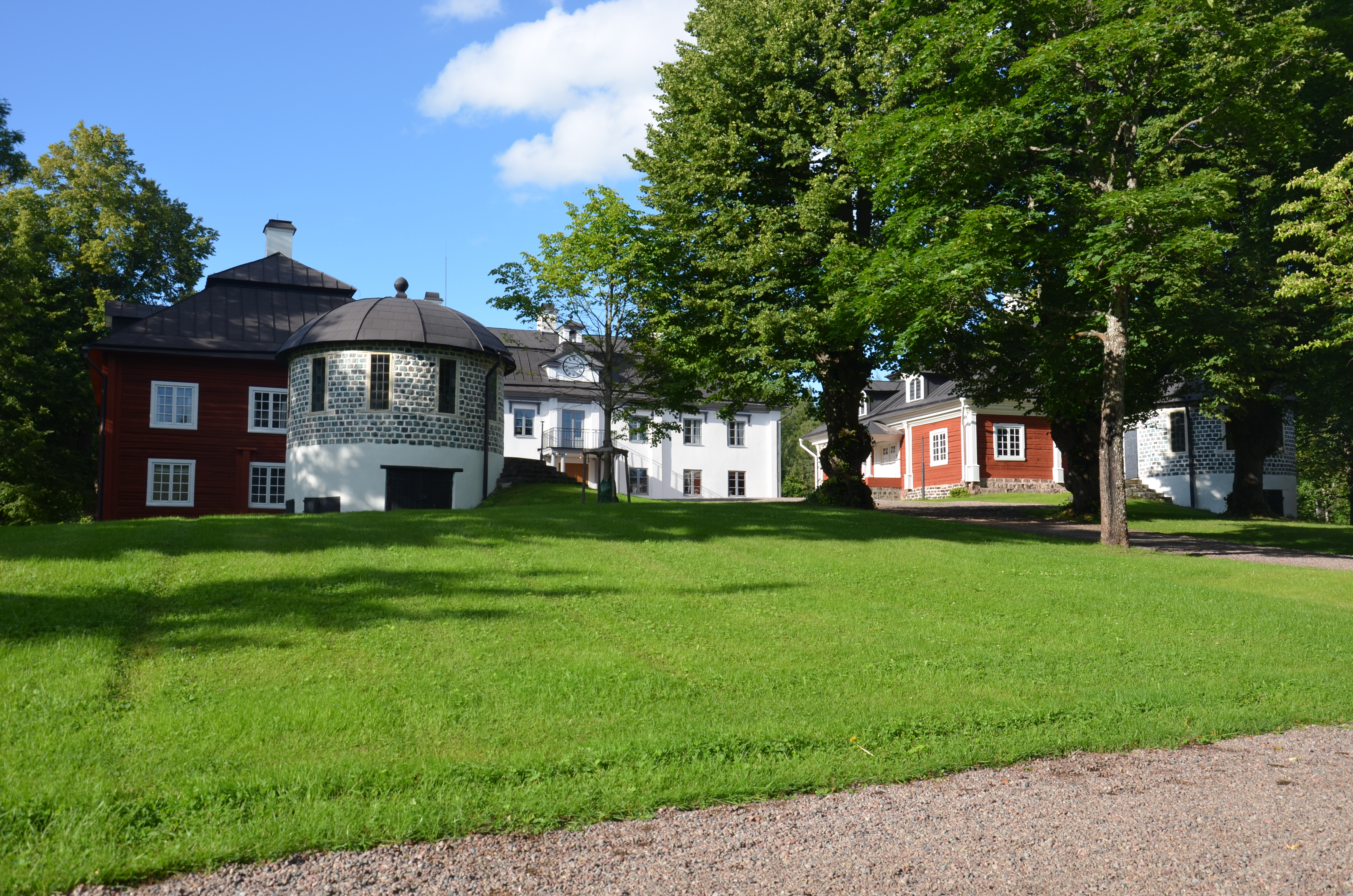
La casa amb ales
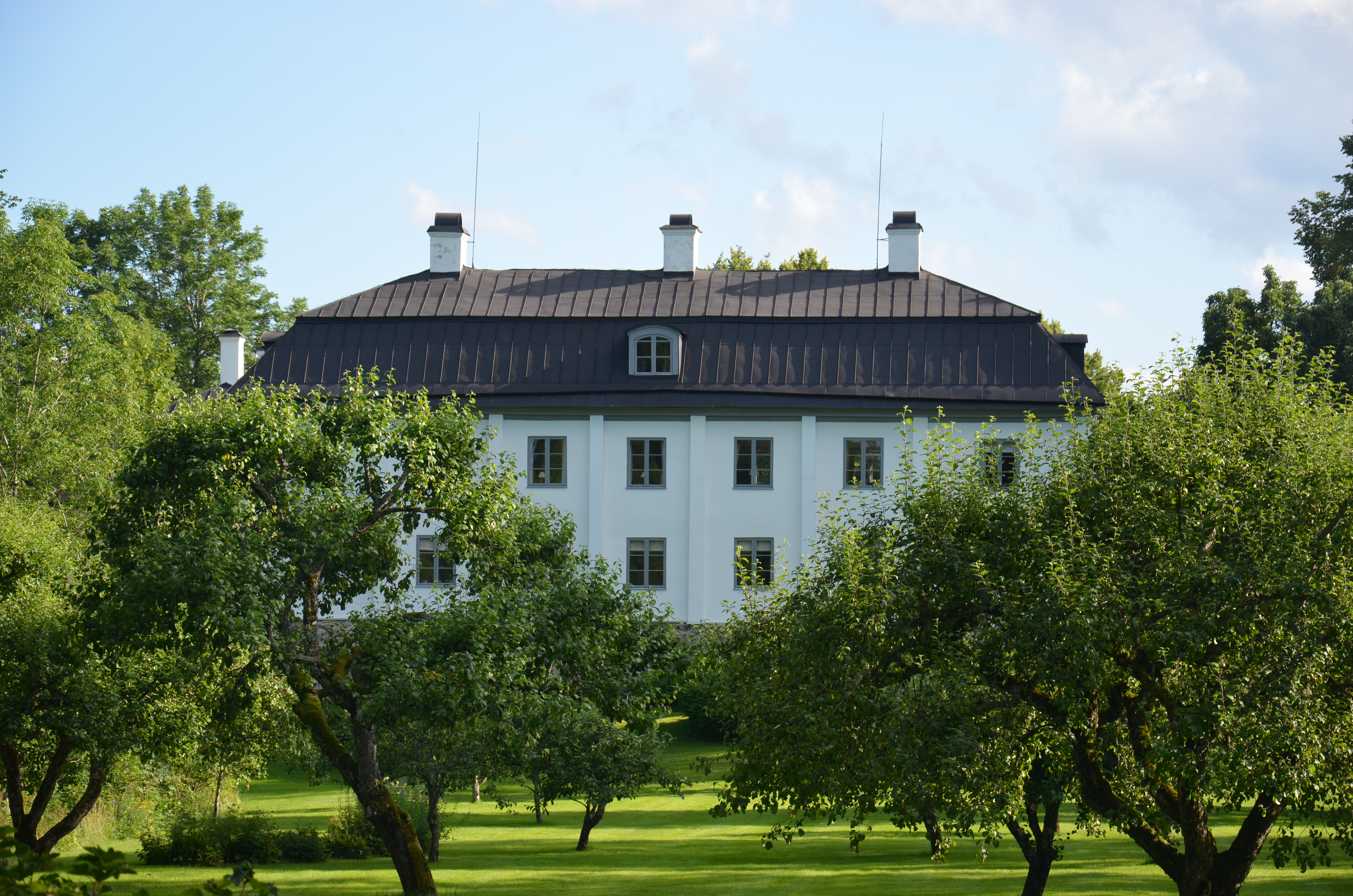
La casa vista des del jardí
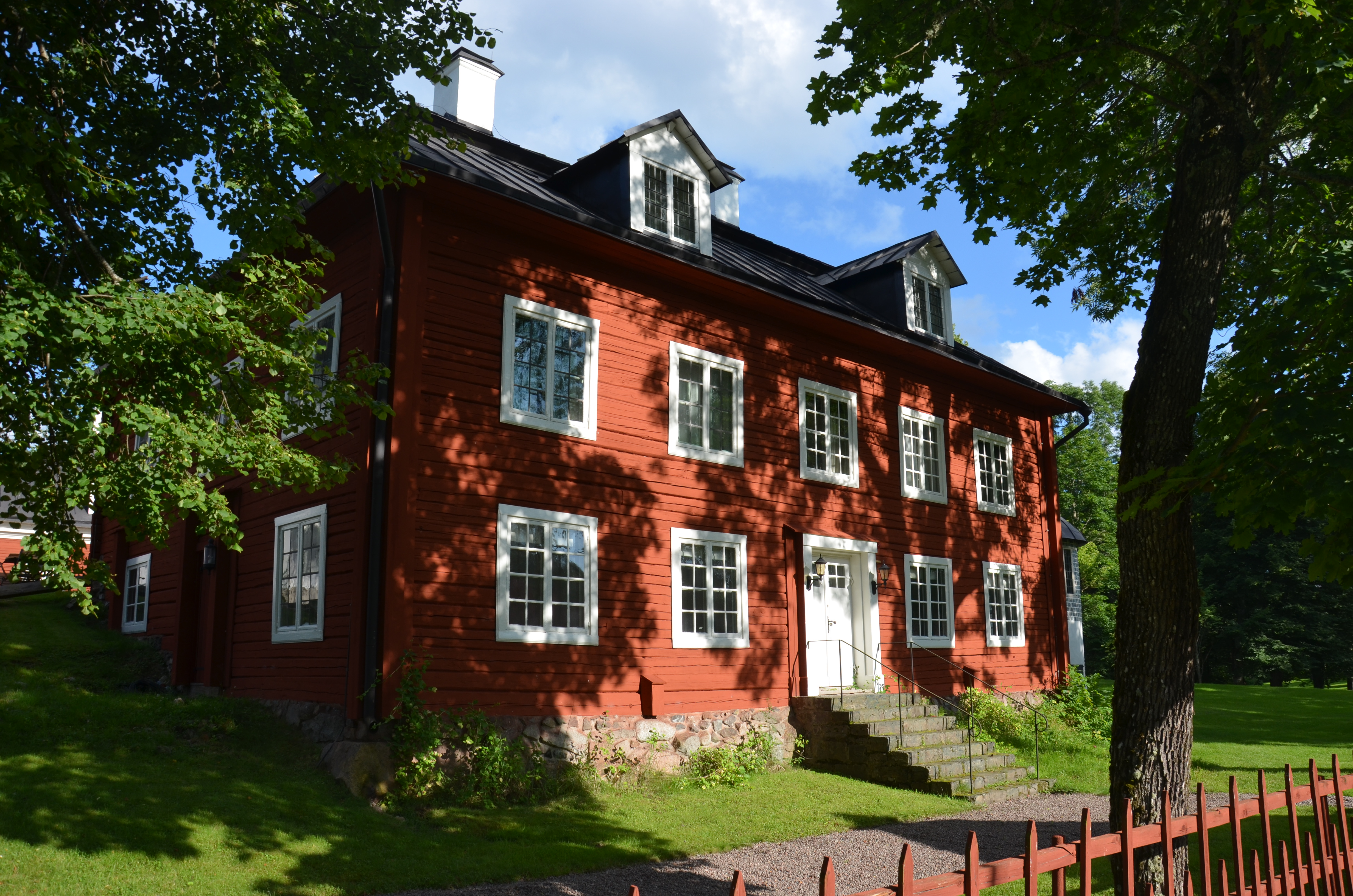
L'aler oest
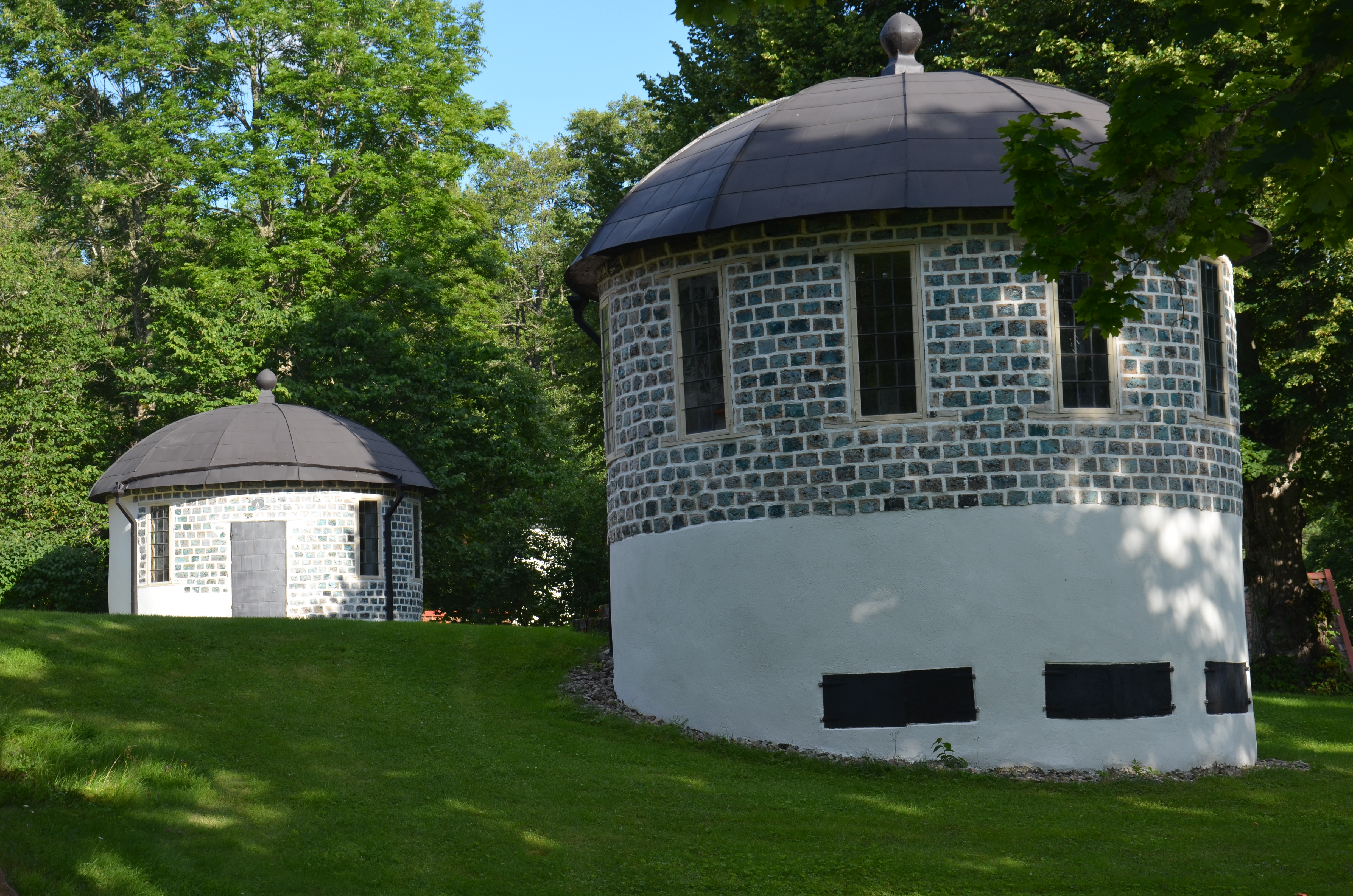
Les dues torres
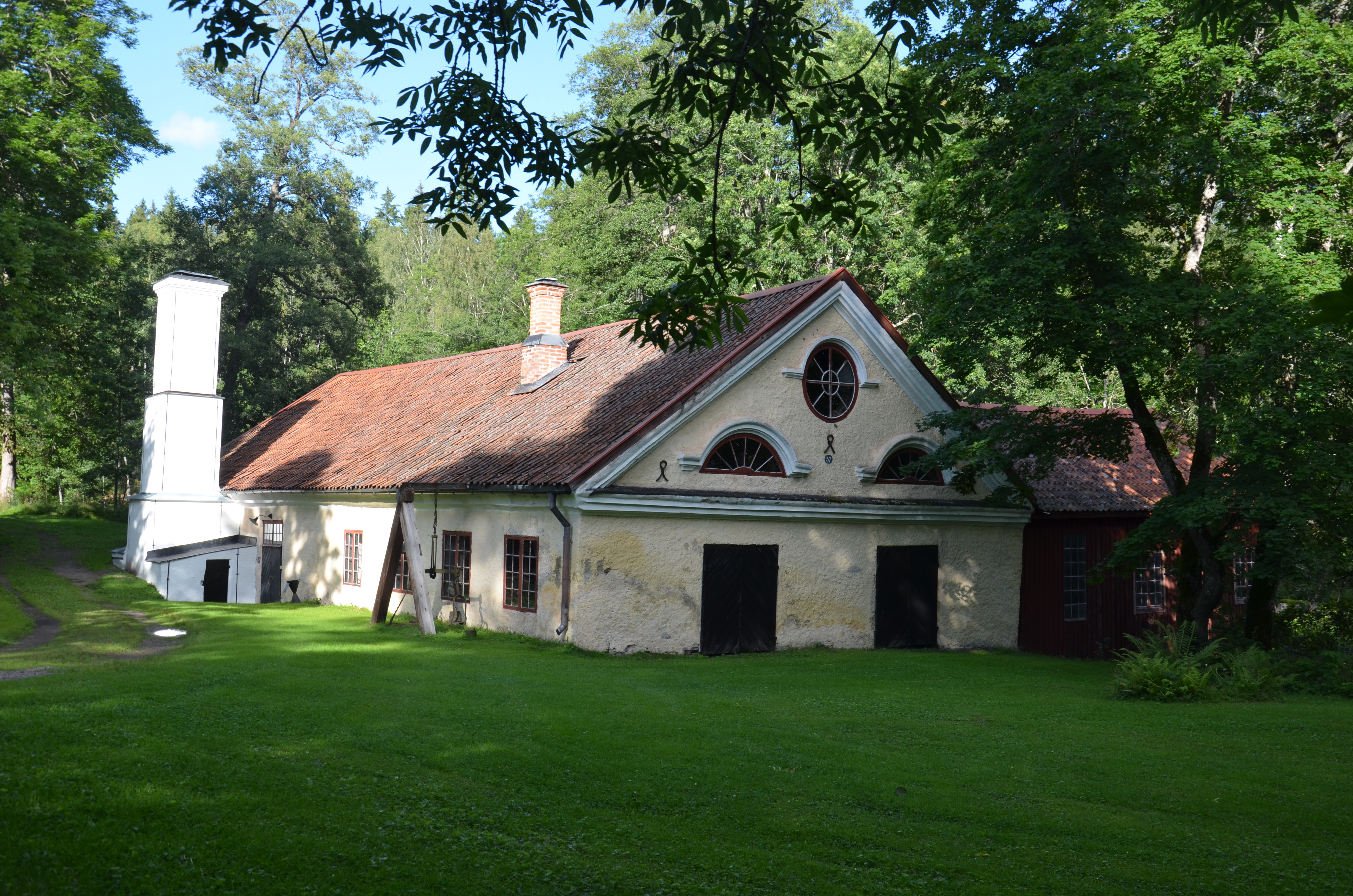
La forja
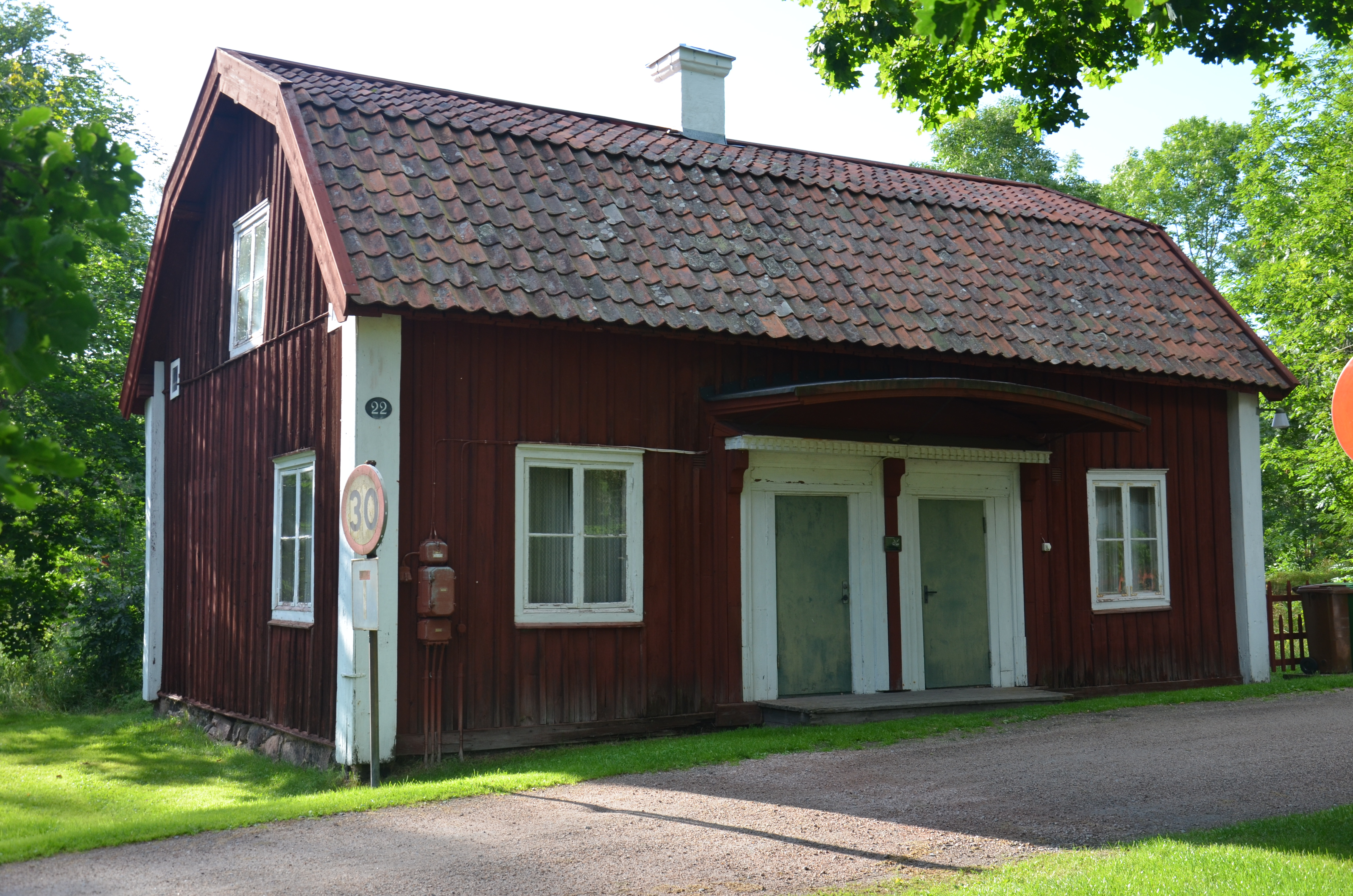
L'oficina vella
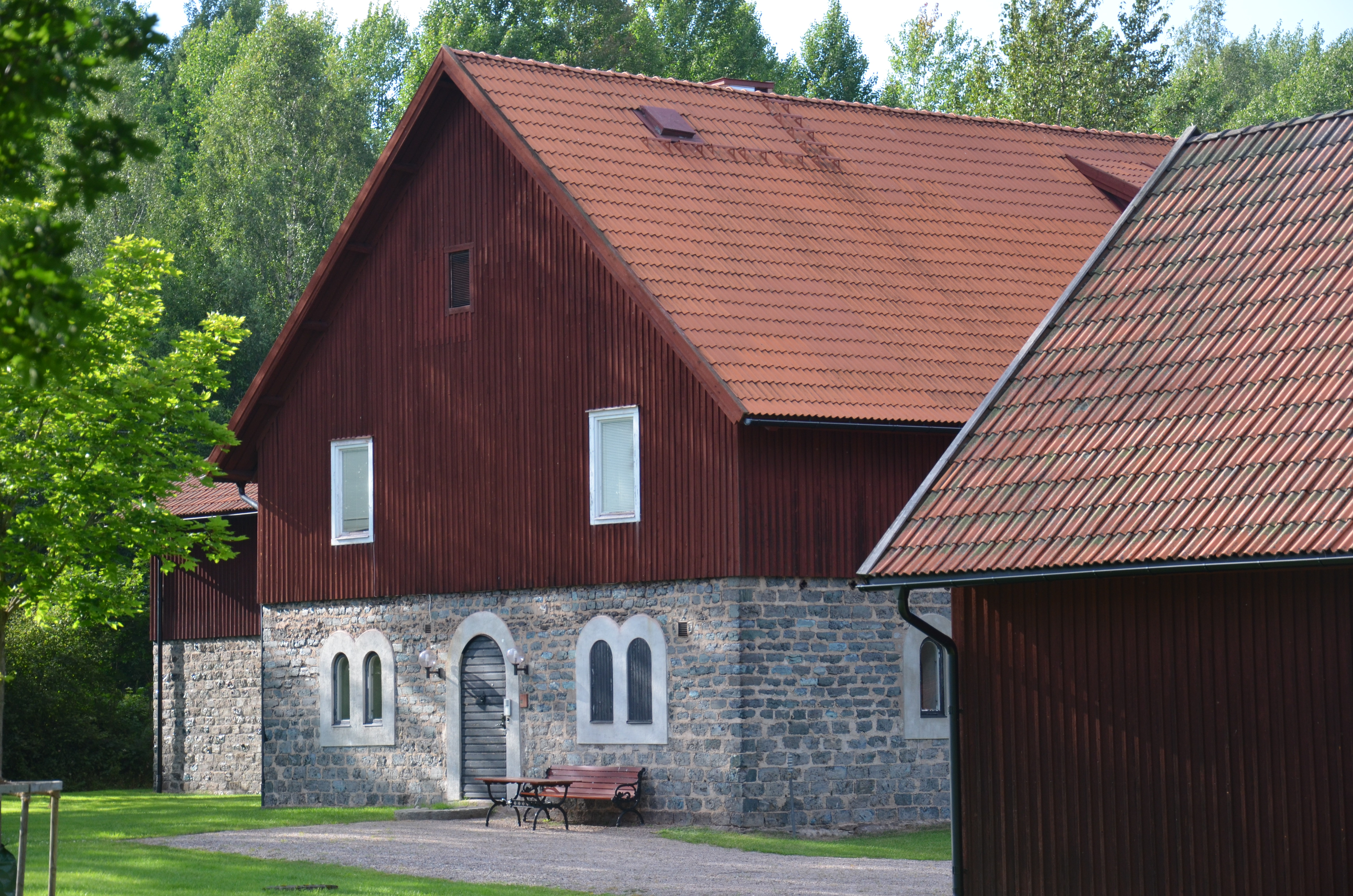
Els arxius d'Axel Johnson Group
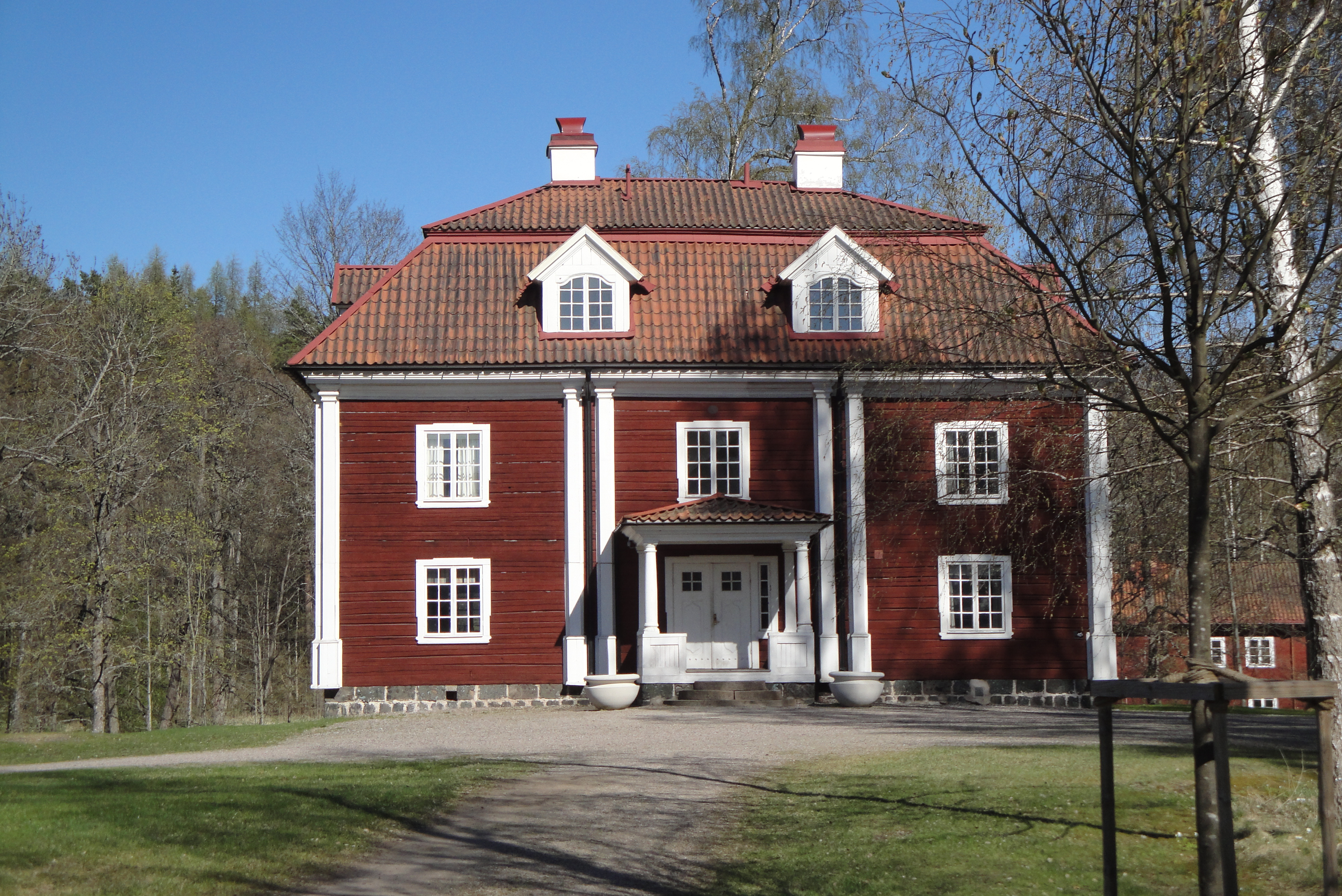
L'oficina nova
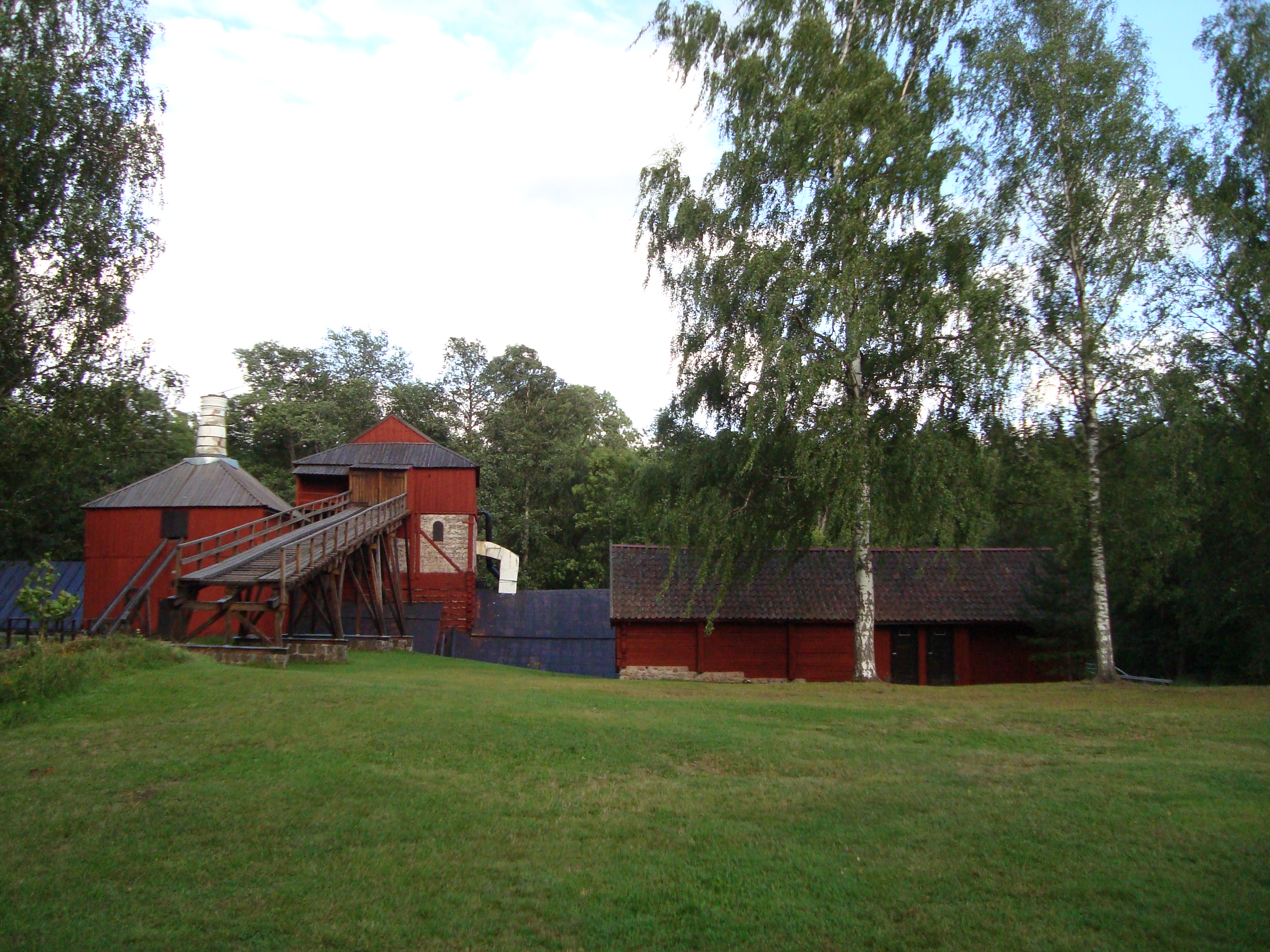
Els forns